# 미트로파컵
미트로파컵(Mitropa Cup)은 중앙유럽 국가의 축구 클럽이 참가했던 국제 클럽 축구 대회이다. 정식 명칭은 중앙유럽컵(프랑스어: La Coupe de l'Europe Centrale)이다.
유럽에서 가장 오래된 축구 클럽 대항전이었으며 첫 14번의 대회는 오스트리아 축구 협회(ÖFB), 헝가리 축구 연맹(MLSZ), 체코슬로바키아 축구 협회(ČSFS), 이탈리아 축구 연맹(FIGC), 스위스 축구 협회(ASF), 유고슬라비아 축구 협회(FSJ), 루마니아 축구 협회(FRF)에서 주관했다. 1927년에 첫 대회가 열렸으며 1992년에 마지막 대회가 열렸다.

## 역사
1897년 빈에서 열린 축구 대회인 챌린지컵(Challenge Cup)이 미트로파컵의 전신이다. 이 대회는 오스트리아-헝가리 제국의 축구 클럽들을 대상으로 한 축구 대회였으며 1911년까지 개최되었다.
오스트리아-헝가리 제국이 제1차 세계 대전 패전으로 인해 해체된 이후에 유럽의 여러 나라에서는 프로 축구 리그가 창설되었다. 1924년에는 오스트리아, 1925년에는 헝가리, 1926년에는 체코슬로바키아에서 프로 축구 리그가 출범했다. 이들 국가는 1920년대 유럽 축구를 주도했다. 1927년 7월 17일에는 후고 마이슬(Hugo Meisl) 오스트리아 축구 협회 회장이 이탈리아 베네치아에서 열린 회의에서 미트로파컵의 창설을 결정했다.
1927년 8월 14일에 개막한 첫 대회는 오스트리아, 헝가리, 체코슬로바키아, 유고슬라비아 4개국의 축구 클럽이 홈 앤 어웨이 방식의 토너먼트 경기를 치렀다. 이 대회에서는 체코슬로바키아의 스파르타 프라하가 우승을 차지했다. 1929년 대회에서는 이탈리아, 1936년 대회에서는 스위스, 1937년 대회에서는 루마니아의 축구 클럽이 참가하면서 유럽에서 가장 권위 있는 국제 클럽 축구 대회로 자리매김했다. 특히 독일어권과 동유럽에서는 미트로파컵을 UEFA 챔피언스리그의 전신으로 여기기도 한다.
1938년 대회에서는 오스트리아의 축구 클럽이 나치 독일의 오스트리아 병합으로 인해 기권했고 1939년 대회에서는 8개 팀만이 참가했다. 1940년에는 제2차 세계 대전으로 인해 중단되었고 1951년에 다시 열렸다. 유럽 축구 연맹(UEFA)이 주관하는 국제 클럽 축구 대회가 개최되면서 미트로파컵의 가치는 쇠퇴했고 1980년대에는 참가국의 2부 리그 우승 팀이 참가하는 대회로 격하되고 만다. 1992년에 열린 마지막 대회의 결승전은 불과 1,000명 밖에 안 되는 관중들 앞에서 열렸다고 한다.

## 역대 대회
| 개최 연도                           | 우승                                                                           | 합계               | 준우승                                                                                      | 1차전 | 2차전 |
| ----------------------------------- | ------------------------------------------------------------------------------ | ------------------ | ------------------------------------------------------------------------------------------- | ----- | ----- |
| 1927년                              | 스파르타 프라하                                                                | 7-3                | 라피트 빈                                                                                   | 6-2   | 1-2   |
| 1928년                              | 페렌츠바로시                                                                   | 10-6               | 라피트 빈                                                                                   | 7-1   | 3-5   |
| 1929년                              | 우이페슈트                                                                     | 7-3                | 슬라비아 프라하                                                                             | 5-1   | 2-2   |
| 1930년                              | 라피트 빈                                                                      | 4-3                | 스파르타 프라하                                                                             | 2-0   | 2-3   |
| 1931년                              | 퍼스트 비엔나                                                                  | 5-3                | 비너                                                                                        | 3-2   | 2-1   |
| 1932년                              | [[파일:{{{국기그림-1861}}}\|22x20px\|border \|이탈리아\|링크=이탈리아]] 볼로냐 | 2-1                | 퍼스트 비엔나                                                                               | 2-0   | 0-1   |
| 1933년                              | 아우스트리아 빈                                                                | 4-3                | [[파일:{{{국기그림-1861}}}\|22x20px\|border \|이탈리아\|링크=이탈리아]] 암브로시아나-인테르 | 1-2   | 3-1   |
| 1934년                              | [[파일:{{{국기그림-1861}}}\|22x20px\|border \|이탈리아\|링크=이탈리아]] 볼로냐 | 7-4                | 아드미라 빈                                                                                 | 2-3   | 5-1   |
| 1935년                              | 스파르타 프라하                                                                | 4-2                | 페렌츠바로시                                                                                | 1-2   | 3-0   |
| 1936년                              | 아우스트리아 빈                                                                | 1-0                | 스파르타 프라하                                                                             | 0-0   | 1-0   |
| 1937년                              | 페렌츠바로시                                                                   | 9-6                | [[파일:{{{국기그림-1861}}}\|22x20px\|border \|이탈리아\|링크=이탈리아]] 라치오              | 4-2   | 5-4   |
| 1938년                              | 스파르타 프라하                                                                | 4-2                | 페렌츠바로시                                                                                | 2-2   | 2-0   |
| 1939년                              | 우이페슈트                                                                     | 6-3                | 페렌츠바로시                                                                                | 4-1   | 2-2   |
| 1940년                              | 중단                                                                           | 중단               | 중단                                                                                        | 중단  | 중단  |
| 1941년부터 1950년까지는 열리지 않음 |                                                                                |                    |                                                                                             |       |       |
| 1951년                              | 라피트 빈                                                                      | 3-2                | SC 바커 빈                                                                                  | -     | -     |
| 1952년부터 1954년까지는 열리지 않음 |                                                                                |                    |                                                                                             |       |       |
| 1955년                              | 뵈뢰시 로보고                                                                  | 8-1                | ÚDA 프라하                                                                                  | 6-0   | 2-1   |
| 1956년                              | 버셔시                                                                         | 4-4                | 라피트 빈                                                                                   | 3-3   | 1-1   |
| 1957년                              | 버셔시                                                                         | 5-2                | 보이보디나                                                                                  | 4-0   | 1-2   |
| 1958년                              | 츠르베나 즈베즈다                                                              | 7-3                | 루다 흐베즈다 브르노                                                                        | 4-1   | 3-2   |
| 1959년                              | 부다페스트 혼베드                                                              | 6-5                | MTK 부다페스트                                                                              | 4-3   | 2-2   |
| 1960년에는 열리지 않음              |                                                                                |                    |                                                                                             |       |       |
| 1961년                              | 볼로냐                                                                         | 5-2                | 슬로반 니트라                                                                               | 2-2   | 3-0   |
| 1962년                              | 버셔시                                                                         | 6-3                | 볼로냐                                                                                      | 5-1   | 1-2   |
| 1963년                              | MTK 부다페스트                                                                 | 3-2                | 버셔시                                                                                      | 2-1   | 1-1   |
| 1964년                              | 스파르타 프라하                                                                | 2-0                | 슬로반 브라티슬라바                                                                         | 0-0   | 2-0   |
| 1965년                              | 버셔시                                                                         | 1-0                | 피오렌티나                                                                                  | -     | -     |
| 1966년                              | 피오렌티나                                                                     | 1-0                | 예드노타 트렌친                                                                             | -     | -     |
| 1967년                              | 스파르타크 트르나바                                                            | 5-4                | 우이페슈티 도저                                                                             | 2-3   | 3-1   |
| 1968년                              | 츠르베나 즈베즈다                                                              | 4-2                | 스파르타크 트르나바                                                                         | 0-1   | 4-1   |
| 1969년                              | 인테르 브라티슬라바                                                            | 4-1                | 스클로 우니온 테플리체                                                                      | 4-1   | 0-0   |
| 1970년                              | 버셔시                                                                         | 5-3                | 인테르 브라티슬라바                                                                         | 1-2   | 4-1   |
| 1971년                              | 첼리크 제니차                                                                  | 3-1                | 아우스트리아 잘츠부르크                                                                     | -     | -     |
| 1972년                              | 첼리크 제니차                                                                  | 1-0                | 피오렌티나                                                                                  | 0-0   | 1-0   |
| 1973년                              | 터터바녀                                                                       | 4-2                | 첼리크 제니차                                                                               | 2-1   | 2-1   |
| 1974년                              | 터터바녀                                                                       | 5-2                | 질리나                                                                                      | 3-2   | 2-0   |
| 1975년                              | 바커 인스브루크                                                                | 5-2                | 부다페스트 혼베드                                                                           | 3-1   | 2-1   |
| 1976년                              | 바커 인스브루크                                                                | 6-2                | 벨레주 모스타르                                                                             | 3-1   | 3-1   |
| 1977년                              | 보이보디나                                                                     | [ 5 ]              | 버셔시                                                                                      | -     | -     |
| 1978년                              | 파르티잔                                                                       | 1-0                | 부다페스트 혼베드                                                                           | -     | -     |
| 1979년에는 열리지 않음              |                                                                                |                    |                                                                                             |       |       |
| 1980년                              | 우디네세                                                                       | [ 5 ]              | 첼리크 제니차                                                                               | -     | -     |
| 1981년                              | 타트란 프레쇼우                                                                | [ 5 ]              | 체펠                                                                                        | -     | -     |
| 1982년                              | 밀란                                                                           | [ 5 ]              | 비트코비체                                                                                  | -     | -     |
| 1983년                              | 버셔시                                                                         | [ 5 ]              | 질리나                                                                                      | -     | -     |
| 1984년                              | 아이젠슈타트                                                                   | [ 5 ]              | 프리슈티나                                                                                  | -     | -     |
| 1985년                              | 이스크라 부고이노                                                              | [ 5 ]              | 아탈란타                                                                                    | -     | -     |
| 1986년                              | 피사                                                                           | 2-0                | 데브레첸                                                                                    | -     | -     |
| 1987년                              | 아스콜리                                                                       | 1-0                | 보헤미안스 프라하                                                                           | -     | -     |
| 1988년                              | 피사                                                                           | 3-0                | 바치 이조                                                                                   | -     | -     |
| 1989년                              | 바니크 오스트라바                                                              | 4-2                | 볼로냐                                                                                      | 2-1   | 2-1   |
| 1990년                              | 바리                                                                           | 1-0                | 제노아                                                                                      | -     | -     |
| 1991년                              | 토리노                                                                         | 2-1                | 피사                                                                                        | -     | -     |
| 1992년                              | 보라츠 바냐루카                                                                | 1-1 (승부차기 5-3) | 부다페스트 VSC                                                                              | -     | -     |

## 같이 보기
- 코파 라티나
- 발칸컵